# Eriosorus
Eriosorus es un género con 45 especies descritas y 28 aceptadas de helechos perteneciente a la familia Pteridaceae. Se encuentra en Sudamérica.

## Descripción
Son plantas terrestres; con rizoma corto a largamente rastrero, con tricomas y escamas en la base; hojas monomorfas, pequeñas a grandes, escandentes o erectas, no articuladas; pecíolo y raquis atropurpúreos, esparcida a densamente tricomatosos a glandulares, el raquis a veces flexuoso; lámina pinnado-pinnatífida a 5-pinnada, generalmente tricomatosa o glandular; pinnas mayormente en ángulo recto con el raquis, raramente reflejas; últimos segmentos mayormente lineares y generalmente con un solo nervio; nervios libres mayormente terminando antes de los márgenes en una escotadura marginal; esporangios a lo largo de los nervios en los segmentos terminales, paráfisis ausentes, indusio ausente, esporas tetraédrico-globosas.

## Taxonomía
Eriosorus fue descrito por Antoine Laurent Apollinaire Fée y publicado en Mémoires sur les Familles des Fougères 5: 152, t. 13B, f. 1. 1852. La especie tipo es: Eriosorus scandens Fée. 

## Especies aceptadas
A continuación se brinda un listado de las especies del género Eriosorus aceptadas hasta agosto de 2014, ordenadas alfabéticamente. Para cada una se indica el nombre binomial seguido del autor, abreviado según las convenciones y usos.
- Eriosorus accrescens A.F. Tryon
- Eriosorus aureonitens (Hook.) Copel.
- Eriosorus biardii (Fée) A.F. Tryon
- Eriosorus cheilanthoides (Sw.) A.F. Tryon
- Eriosorus congestus (H. Christ) Copel.
- Eriosorus × elongatus (Grev. & Hook.) Copel.
- Eriosorus ewanii A.F. Tryon
- Eriosorus flabellatus (Grev. & Hook.) Copel.
- Eriosorus flexuosus (Kunth) Copel.
- Eriosorus glaberrimus (Maxon) Scamman
- Eriosorus hirsutulus (Mett.) A.F. Tryon
- Eriosorus hirtus (Kunth) Copel.
- Eriosorus hispidulus (Kunze) Vareschi
- Eriosorus insignis (Mett.) A.F. Tryon
- Eriosorus lechleri (Kuhn) A.F. Tryon
- Eriosorus lindigii (Mett.) Vareschi
- Eriosorus longipetiolatus (Hieron.) A.F. Tryon
- Eriosorus mathewsii (Hook.) Crabbe
- Eriosorus myriophyllus (Sw.) Copel.
- Eriosorus novogranatensis A.F. Tryon
- Eriosorus orbignyanus (Mett. ex Kuhn) A.F. Tryon
- Eriosorus paucifolius (A.C. Sm.) Vareschi
- Eriosorus rufescens (Fée) A.F. Tryon
- Eriosorus sellowianus (Mett.) Copel.
- Eriosorus setulosus (Hieron.) A.F. Tryon
- Eriosorus stuebelii (Hieron.) A.F. Tryon
- Eriosorus velleus (Baker) A.F. Tryon
- Eriosorus warscewiczii (Mett.) Copel.